# Alan Price
Alan Price (Fatfield, 19 de abril de 1942) é um músico, compositor e ator britânico nascido na Inglaterra, mais conhecido como o tecladista original da banda inglesa The Animals.

## Carreira
Alan Price foi educado na Jarrow Grammar School, e aprendeu música por conta própria. Foi um dos membros fundadores da banda Tyneside group The Alan Price Rhythm and Blues Combo, renomeada posteriormente para The Animals, onde tocou no hit internacional "House of the Rising Sun". Ficou conhecido como um dos primeiros a usar o órgão hammond no rock'n roll e conhecido também por ter habilidades consideráveis com as teclas. Ele deixou a banda em maio de 1965 para formar a banda Alan Price Set, que incluía o músico no teclado e vocal, Clive Burrows no saxofone barítono, Steve Gregory no saxofone tenor, John Walters no trompete, Peter Kirtlry na guitarra, Rod "Boots" Slade no baixo e "Little" Roy Mills na bateria. No mesmo ano apareceu no filme Don't Look Back, seguido da turnê de Bob Dylan.
No fim de 1967 dissolveu o grupo para continuar em carreira solo, onde desenvolveu um estilo mais pessoal e além das modas do momento hippie. Teve uma parceria de sucesso com o músico Georgie Fame, com quem gravou o álbum Fame and Price Together, em 1971.
Ná década de 1970, gravou o álbum autobiográfico Between Today and Yesterday, na qual o single "Jarrow Song" chegou na sexta posição nas paradas de singles do Reino Unido. Price participou de três reuniões do The Animals, entre 1968 e 1984. Em julho de 1983, os Animals começaram sua última turnê. Sua música solo "O Lucky Man" foi incluída no seu conjunto. Em 1984, eles se separaram pela última vez e o álbum Rip It To Shreds – Greatest Hits foi lançado, incluindo gravações de seu concerto no Estádio de Wembley, em Londres.
Durante a década de 1980 e 90, continuou escrevendo e gravando discos de alta qualidade, como Liberty em 1989. Em 1990 ele formou um grupo com Zoot Money e Bobby Tench chamado The Electric Blues Company, onde lançaram dois álbuns: Covers (1994) e A Gigster's Life for Me (1995). Seu último álbum de estúdio foi Based On A True Story, lançado em 2002.
Na primeira década do século XXI, Alan Price ainda tem uma carreira ativa, compondo, gravando e fazendo shows.

## Vida pessoal
Em 2013, Price começou um canal no YouTube, onde ele posta vídeos caseiros de alguns de seu trabalhos solo. Além disso, realiza com sua banda shows mensais no The Bull's Head, Barnes.
Price tem duas filhas e foi casado duas vezes. Seu primeiro casamento foi com Maureen Elizabeth Donneky. O casal se divorciou. Price e Donneky tiveram uma filha, Elizabeth.
Em 1990 se casou com sua atual esposa, Alison Thomas, e eles também tiveram uma filha, chamada Amy.
Atualmente vive em Londres com sua esposa e filhas.

## Cinema e TV
Em 1973, ele escreveu a música para o filme de Lindsay Anderson, O Lucky Man!, no qual ele também atuou no filme, aparecendo como ele mesmo em uma parte do enredo. No mesmo ano, venceu o BAFTA de melhor banda sonora por O Lucky Man.
Em 1975, atuou em Alfie Darling, uma sequela do filme Alfie, no qual tornou-se romanticamente envolvido com sua co-estrela, Jill Townsend. Também escreveu músicas para teatro e filmes, incluindo "The Whales of August". Em 1992, Lindsay Anderson o incluiu em um episódio de seu filme autobiográfico "Is That All There Is?", com um passeio de barco no Rio Tâmisa para dispersar as cinzas de Jill Bennett sobre as águas, enquanto Price cantou a música "Is That All There Is?". Ele também compôs e cantou a música tema para a adaptação cinematográfica de The Plague Dogs, "Time e Tide".

## Filmografia
- Don't Look Back (1967)
- O Lucky Man! (1973)
- Alfie Darling (1975)

## Prêmios
- 1973 – BAFTA de Melhor Banda sonora por O Lucky Man!
- 1974 – Globo de Ouro por O Lucky Man! (indicação)

## Discografia
The Animals
- 1964 – The Animals (Columbia (EMI))
- 1965 – Animal Tracks (Columbia (EMI))
- 1977 – Before We Were So Rudely Interrupted (Barn Records)
- 1983 – Ark (Castle Records)
- 1984 – Greatest Hits Live (Rip It to Shreds) (I.R.S. Records)

Alan Price Set
- 1966 – The Price to Play (Decca)
- 1967 – A Price on His Head (Decca)
- 1968 - This Price is Right (Parrot)

Álbuns de estúdio
- 1973 – O Lucky Man! (Warner Bros)
- 1974 - Savaloy Dip (Reprise) – (Omnivore Recordings) Re-lançado 2016
- 1974 – Between Today and Yesterday (Warner Bros)
- 1975 – Metropolitan Man (Polydor)
- 1976 – Shouts Across the Street (Polydor)
- 1977 – Alan Price (Jet)
- 1978 – England My England (Jet)
- 1980 – Rising Sun (Jet)
- 1983 – Geordie Roots and Branches (MWM Productions)
- 1986 – Travellin' Man (Trojan)
- 1989 –  Liberty  (Ariola)
- 2002 – Based On A True Story (Apaloosa)

Álbuns ao vivo
- 1975 – Performing Price - (Polydor)
- 1980 – A Rock'n'Roll Night At The Royal Court Theatre (Key Records)

Álbuns colaborativos
- 1971 – Fame and Price Together (Com Georgie Fame) - (Columbia)
- 1977 – Two of a Kind (Com Rob Hoeke) - (Polydor)
- 1982 – Andy Capp (Com Trevor Peacock) - (Key Records)
- 1994 – Covers (Com The Electric Blues Company) - (AP Records)
- 1995 – A Gigster's Life for Me (Com The Electric Blues Company) - (Indigo)

Compilações
- 1970 – The World of Alan Price (Decca)
- 2002 – Geordie Boy: The Anthology (Castle Music) 2002